# Nycticeius
Nycticeius é um gênero de morcegos da família Vespertilionidae, encontrado somente nas Américas.
No passado, incluia os gêneros Scotoecus, Scotorepens, Scoteanax e Nycticeinops, hoje todos considerados como gêneros distintos.

## Espécies
- Nycticeius aenobarbus Temminck, 1840
- Nycticeius cubanus Gundlach, 1861
- Nycticeius humeralis (Rafinesque, 1818)